# William David Ollis
William David Ollis (* 22. Dezember 1924 in Bristol; † 13. Juni 1999) war ein britischer Chemiker und Hochschullehrer.

## Leben
Ollis studierte Chemie an der Bristol University und promovierte 1946 als Schüler von Wilson Baker. 1952/53 war Ollis Mitarbeiter in der Forschungsgruppe von Robert B. Woodward an der Harvard University und 1962 war er als Gastprofessor an der University of California, Los Angeles tätig. Als Nachfolger von Robert Downs Haworth wurde Ollis 1963 auf den Lehrstuhl für Organische Chemie an der University of Sheffield berufen. Diese hatte er bis zu seinem Ruhestand 1990 innehatte. Seit 1972 war Ollis Mitglied der Royal Society.

## Wissenschaftliches Werk
Die frühesten Forschungsarbeiten von William David Ollis befassten sich mit Flavonoiden. So konnte er beispielsweise die Strukturen von Ginkgetin und Isoginkgetin, Verbindungen aus den Blättern des Ginkgo, aufklären.
Inspiriert durch die Biosynthese von Squalen beschäftigte sich die Forschungsgruppe Ollis mit Umlagerungsreaktionen, insbesondere der sigmatropen Umlagerung von allylischen Sulfonium-Yliden.
Ein weiteres Forschungsgebiet war die Untersuchung der Stereochemie makrocyclischer Lactone von Salicylsäure und substituierten Salicylsäuren.
Gemeinsam mit Wilson Baker erforschte Ollis die Struktur der Sydnone und die beiden prägten den Begriff mesoionische Verbindungen. Die Baker-Ollis-Sydnon-Synthese ist nach den beiden Forschern benannt. Dieses Arbeitsgebiet wurde von Ollis im Laufe seiner Forschungen auf heterocyclische mesomere Betaine ausgeweitet.